# Kapsweyer

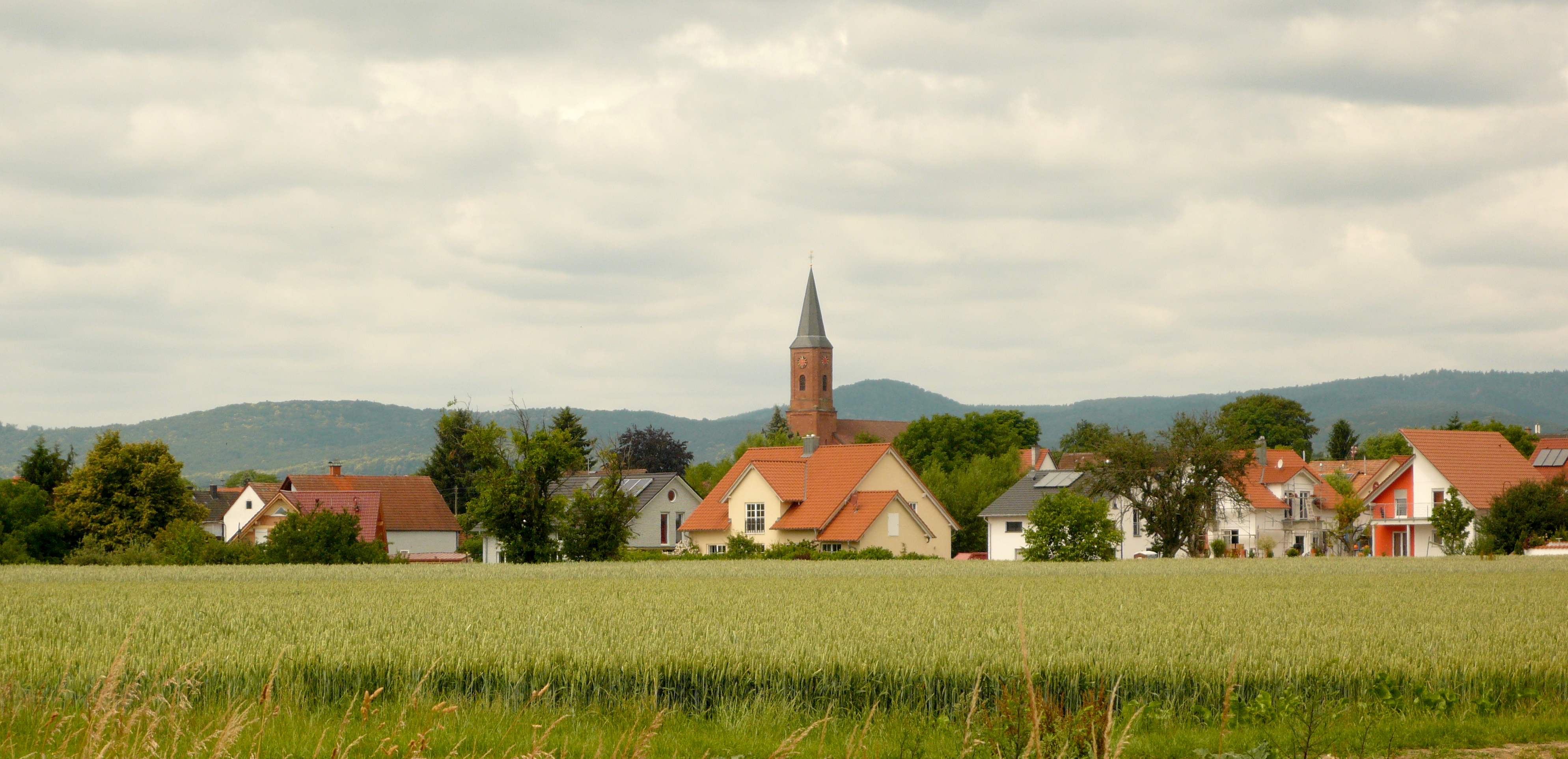
Kapsweyer mit Blick auf den Pfälzerwald

Kapsweyer ist eine Ortsgemeinde im Landkreis Südliche Weinstraße in Rheinland-Pfalz und Grenzort zu Frankreich. Sie gehört der Verbandsgemeinde Bad Bergzabern an, innerhalb derer sie gemessen an der Einwohnerzahl die sechstgrößte Ortsgemeinde darstellt.

## Geographie

### Lage
Kapsweyer liegt an der Grenze zu Frankreich inmitten von Naturschutzgebieten auf dem sogenannten Viehstrich. Der Süden der Gemarkung ragt in den Bienwald hinein. Zu Kapsweyer gehört zusätzlich der Wohnplatz Waldhof. Nachbargemeinden sind – im Uhrzeigersinn – Oberotterbach, Niederotterbach, Steinfeld (Pfalz), Wissembourg und Schweighofen.

### Gewässer
Die Lauter bildet die südliche Gemarkungsgrenze. Der Otterbach streift den Nordosten der Gemarkung. Unmittelbar südlich des Siedlungsgebiets verläuft der Bruchbach. Seit Bestehen der Maximiliansbahn entspringt der Heilbach in der Gemarkung. Vor dem Errichten des Bahndammes und der Entwässerung des Wiesentales entsprang der Heilbach weiter westlich.

### Klima
Der Jahresniederschlag beträgt 792 mm.

## Geschichte
Kapsweyer liegt auf dem Mundat-Gebiet, das Pippin der Jüngere um 760 dem Kloster Weißenburg schenkte. In der Folge gründete das Kloster viele Höfe und Weiler, zu denen auch Kapsweyer gehörte, auf gerodeten Flächen. Urkundlich erwähnt wurde der Ort erstmals im Jahr 1368. So konnte 1968 die 600-Jahr-Feier mit einem Heft zur Ortsgeschichte von Raimund Zimmermann gefeiert werden. 2015 zur zwischenzeitig bekannt gewordenen Ersterwähnung 1349 als „Koppeswilre“ erschien ein ausführliches Buch zur Ortsgeschichte und -entwicklung mit einer großen Anzahl von Autoren je nach Sachgebiet einschließlich Berichten aus dem näher zurückliegenden Gemeindeleben.
Über Jahrhunderte war die Gemeinde Teil des Amtes St. Remig der Abtei/gefürsteten Probstei Weißenburg/E. Ab Ende des 18. Jahrhunderts war die Gemeinde Teil der Französischen Republik, anschließend bis 1815 Teil des Napoleonischen Kaiserreichs und in den Kanton Bergzabern im Departement des Niederrheins eingegliedert. 1815 wurde sie Österreich zugeschlagen. Bereits ein Jahr später wechselte sie wie die gesamte Pfalz in das Königreich Bayern. Von 1818 bis 1862 gehörte Kapsweyer dem Landkommissariat Bergzabern an; aus diesem ging das Bezirksamt Bergzabern hervor.
1939 wurde die Gemeinde in den Landkreis Bergzabern eingegliedert. Nach dem Zweiten Weltkrieg wurde die Gemeinde innerhalb der französischen Besatzungszone Teil des damals neu gebildeten Landes Rheinland-Pfalz. Im Zuge der ersten rheinland-pfälzischen Verwaltungsreform wechselte der Ort am 7. Juni 1969 in den neu geschaffenen Landkreis Landau-Bad Bergzabern, der 1978 in Landkreis Südliche Weinstraße umbenannt wurde. 1972 wurde Kapsweyer der ebenfalls neu gebildeten Verbandsgemeinde Bad Bergzabern zugeordnet.

## Religion
Im ursprünglich rein katholischen Ort brachte der Zollgrenzbezirk ab den 1920er Jahren evangelische Mitbürger als Zollbeamte in den Ort, die bis zum Zweiten Weltkrieg lt. Bevölkerungsstatistik Einzelfälle blieben. Ende des Jahres 2013 waren 64,4 Prozent der Einwohner katholisch und 15,7 Prozent evangelisch. Die übrigen gehörten einer anderen Religion an oder waren konfessionslos. Gleichwohl war der Ort über Jahrhunderte katholisch vom Kloster Weißenburg auf dessen Mundat liegend geprägt. So war die Kirche Zentrum und gilt schon als Ulrichskapelle 1468–70 bei Bischof Rammung als vorhanden. Um 1790 ist wahrscheinlich aus dem Benefiziat (u. a. Papsturkunde von 1779) eine Pfarrei geworden, die in der französischen Zeit von 1803 bis 1815 als Hilfspfarrei der Diözese Straßburg bestand. Kirchenbücher gibt es ab 1790, während sich zuvor die Daten bei Steinfeld unter dem Amt St. Remig finden. 1845 Expositur wird 1852–54 die heutige Ulrichskirche in außerordentlicher Nord-Süd-Richtung errichtet. Dabei stürzte am 17. Juni 1853 der halbfertige Turm ein. Dies ist Mitursache neben anderen Unfällen der später bei öffentlichen Bauten notwendigen Prüfstatik. Am 20. Juni 1860 erfolgte die erneute Erhebung zur Pfarrei, die bis 2015 bestand. Details der Entwicklung sind in der Facharbeit aus 1978, im Heimatjahrbuch SÜW 1988 und in der Ortschronik 2014 jeweils von Helmut Streicher enthalten. Heute sind die Katholiken von Kapsweyer als Gemeinde Teil der Pfarrei Heilige Edith Stein Bad Bergzabern, wo sich auch eine ausführlichere geschichtliche Darstellung findet.

## Politik

### Gemeinderat
Der Gemeinderat in Kapsweyer besteht aus zwölf Ratsmitgliedern, die bei der Kommunalwahl am 9. Juni 2024 in einer personalisierten Verhältniswahl gewählt wurden, und dem ehrenamtlichen Ortsbürgermeister als Vorsitzendem.
Die Sitzverteilung im Gemeinderat:
| Wahl | SPD | CDU | FWG * | BLK * | Gesamt   |
| ---- | --- | --- | ----- | ----- | -------- |
| 2024 | 4   | –   | 6     | 2     | 12 Sitze |
| 2019 | 3   | 1   | 8     | –     | 12 Sitze |
| 2014 | 2   | 2   | 8     | –     | 12 Sitze |
| 2009 | 1   | 2   | 9     | –     | 12 Sitze |
| 2004 | 1   | 2   | 9     | –     | 12 Sitze |

### Bürgermeister
Bernhard Jud (FWG) wurde am 26. August 2024 Ortsbürgermeister von Kapsweyer. Bei der Stichwahl am 23. Juni 2024 war er mit 297 zu 294 Stimmen für eine Amtszeit von fünf Jahren zum Bürgermeister gewählt worden, nachdem bei der Direktwahl am 9. Juni keiner der ursprünglich drei Bewerber eine absolute Mehrheit erreicht hatte.

### Wappen
| Wappen von Kapsweyer | Blasonierung: „Geteilt und oben sechsfach von Grün und Silber geteilt, unten in Rot eine mit einem Tor mit geschlossenem silbernem Gatter versehene silberne Zinnenburg mit erhöhtem Mittelturm zwischen zwei niedrigen Zinnentürmen, dahinter je ein schräg nach außen gestellter goldener Abtstab.“ |
| Wappen von Kapsweyer | Wappenbegründung: Es wurde 1970 von der Bezirksregierung Neustadt genehmigt. Unten wird das Wappen des Klosters Weißenburg dargestellt und oben das Wappen der Fleckensteiner, die das Lehen über das Weißenburger Amt St. Remig ausübten, zu dem Kapsweyer gehörte.                                  |

### Gemeindepartnerschaften
Partnerschaften bestehen mit der oberfränkischen Gemeinde Burgebrach und dem elsässischen Krautergersheim.

## Kultur

### Denkmäler
In Kapsweyer befinden sich insgesamt fünf Objekte, die unter Denkmalschutz stehen. Es sind dies die Kath. Pfarrkirche St. Ulrich in der Hauptstraße als neoromanischer Saalbau, 1852–54, das Friedhofskreuz Mitte 19. Jh., das barocke Fachwerkhaus Hauptstraße 24 mit der Inschrift „Lutwich Zimerman un seine Hausfrau An Katharina hat dieses Haus Bau lasenn“ bez. 1704, das Schulhaus Hauptstraße 42 mit Inschriftentafel bez. 1826, der Hakenhof Hauptstraße 74 als eingeschossiges Fachwerkhaus tlw. massiv mit Kniestock wohl vor 1780 errichtet mit nicht mehr lesbarer Inschrift „JHANES FRANCK“ und eine Kreuzigungsgruppe Hauptstraße 84 aus Stein errichtet 1893.
Nicht als Denkmal eingetragen ist das Feldkreuz am westlichen Ortseingang gegenüber den Zollhäusern an der Landstraße errichtet 1849 von Nicolaus Neufeld und seiner Ehefrau Maria Anna Friedmann. Weiterhin gibt es bemerkenswerte Häuser wie Hauptstr. 16 mit der Inschrift „Dieses Hausz hat erbaut Eva Fertel im Jahr Christi 1823“ oder Hauptstr. 18 „Ano 1771 Veid Wolff Maria Seine Elicitas Frau“ und Hauptstr. 24 „J ADA FLICK M EVA FLICKI ANNO 1743“ sowie über der Eingangstür „HAFAVAF+Anno 1742“. In der Hundsgasse finden sich zwei alte gegenüberliegende Häuser, wovon das Östliche eventuell im Landesarchiv um 1500 erwähnte Hof (LA SP E 788) darstellt und heute laut Inschrift von 1718 datiert. Westlich im Schlussstein des Kellereingangs lesen wir im behauenen Sandstein: „JOHANES CONRAT 1781“. Hollergasse 10 wurde in den letzten Jahren abgebrochen. Es gehörte dem Vorfahren Nikolaus Paul (u. a. a. Nickelswinger) des in Wikipedia geführten Historikers Roland Paul. 1811 errichtet, ist im Urkataster vermerkt, dass hier eine Scheune in der Revolution abgebrannt sei und Nikolaus Paul hier ein Haus erbaute. Er hatte am 10. Floreal VIII (30. April 1800) um 1.280 fr. das Anwesen ersteigert von den Erben des Michael Eichenlaub.

### Regelmäßige Veranstaltungen
Das Grenzlandfest findet seit 1983 alle zwei Jahre am letzten Wochenende im Juni in Kapsweyer statt. Im Jahr 2005 wurde bei diesem Fest das Kapsweyerer Wahrzeichen, das Wuddwuddseckele, vorgestellt und an den Ministerpräsidenten Kurt Beck, den ehemaligen Ministerpräsidenten Bernhard Vogel und den Bürgermeister Kapsweyers Hermann Paul überreicht.

## Wirtschaft und Infrastruktur

### Wirtschaft
Kapsweyer ist auch ein Winzerort und als solcher Teil des Weinanbaugebiets Pfalz. Vor Ort befindet sich die Einzellage Lerchenberg (50,4 ha) als Teil der Großlage Guttenberg.

### Verkehr
Eisenbahn

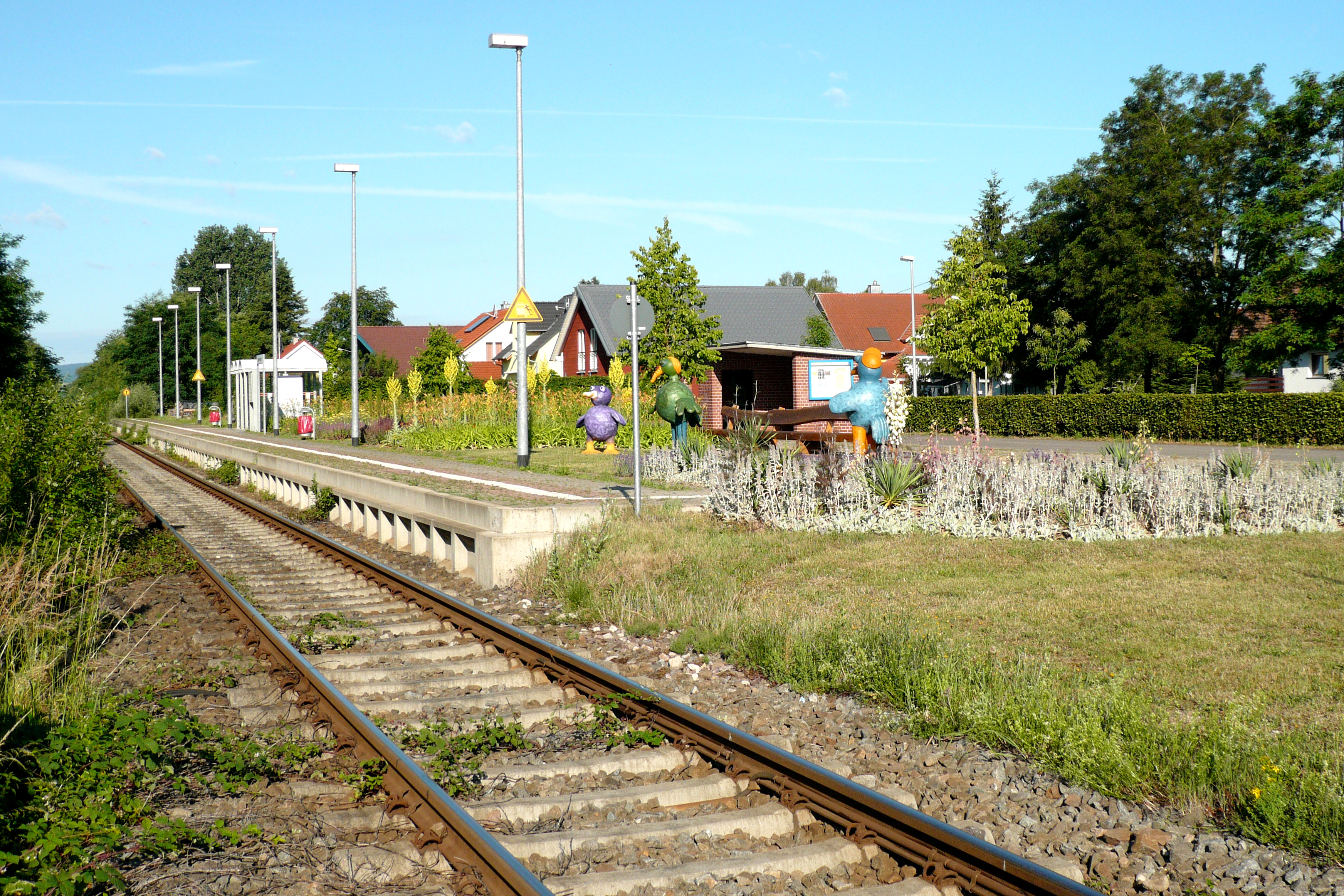
Der Bahnhof von Kapsweyer

Kapsweyer liegt an der 1855 eröffneten Bahnstrecke Neustadt–Wissembourg und ist in den Karlsruher Verkehrsverbund (KVV) und in den Verkehrsverbund Rhein-Neckar (VRN) eingebunden. Der heutige Haltepunkt und frühere Bahnhof Kapsweyer befindet sich am südlichen Ortsrand von Kapsweyer. Er entstand um 1875. Nach dem Ersten Weltkrieg erhielt er einen Güterschuppen und ein Zollgebäude, da er durch die Rückgabe von Weißenburg beziehungsweise Wissembourg nach Frankreich entlang der Strecke der letzte Bahnhof innerhalb Deutschlands war. Fortan fanden dort Zollkontrollen für Handgepäck statt. Bedingt durch die dauerhafte Zugehörigkeit des Elsass nach den beiden Weltkriegen verlor der Personenverkehr zwischen Winden und Wissembourg zunehmend an Bedeutung, sodass er 1975 eingestellt wurde. 1997 folgte seine Reaktivierung. Seither wird der Haltepunkt Kapsweyer stündlich von Regionalbahnen nach Wissembourg und Neustadt an der Weinstraße (über Winden und Landau) bedient.
Straße
Durch Kapsweyer verlaufen die Landesstraße 546 und die Kreisstraße 26. Die Landesstraße verläuft dabei auf einer alten Verbindungstrasse der Römerzeit von Rheinzabern nach Weißenburg/E. Der Ort ist über die Buslinie 544 des Verkehrsverbundes Rhein-Neckar an das Nahverkehrsnetz angebunden, die nach Bad Bergzabern und Schweighofen führt.

## Söhne und Töchter der Gemeinde
- Georg Franz Beck (1798–1870), 1832 Flucht nach Rondout bei Kingston/NY als George Francis Von Beck, Unternehmer
- Leo Frey (1950–1997), Leichtathlet